# Tocqueville-en-Caux
Tocqueville-en-Caux est une commune française située dans le département de la Seine-Maritime en région Normandie.

## Géographie

### Localisation
Tocqueville-en-Caux’, comme son nom le suggère, est un village normand du Pays de Caux situé à 5 km à vol d'oiseau au sud de Luneray, 21 km au sud-ouest de Dieppe, 40 km au nord-ouest de Rouen et 21 km au nord-est d'Yvetot.
La commune se trouve dans l'aire d'attraction de Luneray ainsi que dans son bassin de vie, et dans la zone d'emploi de Dieppe-Caux-Maritime.

### Communes limitrophes
Les communes limitrophes sont  Biville-la-Rivière, Brametot, Bretteville-Saint-Laurent, Rainfreville, Royville, Sassetot-le-Malgardé et Vénestanville.
| Brametot                  | Vénestanville                            | Rainfreville |
|                           | Tocqueville-en-Caux                      | Royville     |
| Bretteville-Saint-Laurent | Sassetot-le-Malgardé, Biville-la-Rivière |              |

### Géologie et relief
La superficie de la commune est de 3,17 km2 ; son altitude varie de 45  à   129 mètres. 

### Hydrographie
La commune est située dans le bassin Seine-Normandie. Elle est drainée par la Saâne et un autre petit cours d'eau,.
La Saâne, d'une longueur de 40 km, prend sa source dans la commune d'Yerville et se jette dans la Manche en limite des communes de Sainte-Marguerite-sur-Mer et de Quiberville-sur-Mer, après avoir traversé 24 communes. 

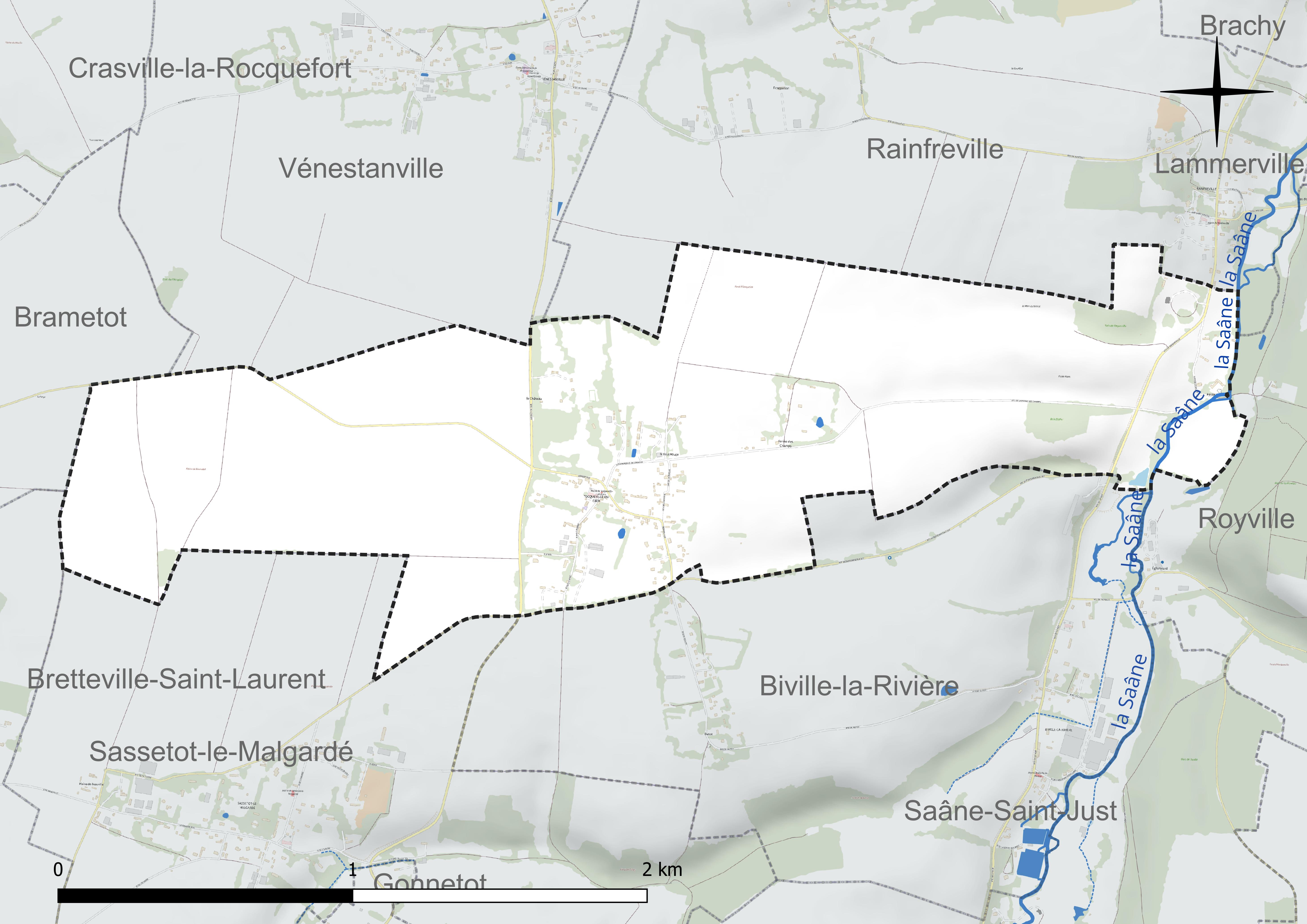
Réseau hydrographique de Tocqueville-en-Caux.

### Climat
Pour des articles plus généraux, voir Climat de la Normandie et Climat de la Seine-Maritime.
En 2010, le climat de la commune est de type climat océanique franc, selon une étude du CNRS s'appuyant sur une série de données couvrant la période 1971-2000. En 2020, Météo-France publie une typologie des climats de la France métropolitaine dans laquelle la commune est exposée à un climat océanique et est dans la région climatique Côtes de la Manche orientale, caractérisée par un faible ensoleillement (1 550 h/an) ; forte humidité de l’air (plus de 20 h/jour avec humidité relative > 80 % en hiver), vents forts fréquents. Parallèlement le GIEC normand, un groupe régional d’experts sur le climat, différencie quant à lui, dans une étude de 2020, trois grands types de climats pour la région Normandie, nuancés à une échelle plus fine par les facteurs géographiques locaux. La commune est, selon ce zonage, exposée à un « climat maritime », correspondant au Pays de Caux, frais, humide et pluvieux, légèrement plus frais que dans le Cotentin.
Pour la période 1971-2000, la température annuelle moyenne est de 10,4 °C, avec une amplitude thermique annuelle de 13,3 °C. Le cumul annuel moyen de précipitations est de 906 mm, avec 13,5 jours de précipitations en janvier et 8,5 jours en juillet. Pour la période 1991-2020, la température moyenne annuelle observée sur la station météorologique la plus proche, située sur la commune d'Ectot-lès-Baons à 17 km à vol d'oiseau, est de 10,8 °C et le cumul annuel moyen de précipitations est de 905,5 mm,. Pour l'avenir, les paramètres climatiques de la commune estimés pour 2050 selon différents scénarios d’émission de gaz à effet de serre sont consultables sur un site dédié publié par Météo-France en novembre 2022.

## Urbanisme

### Typologie
Au 1er janvier 2024, Tocqueville-en-Caux est catégorisée commune rurale à habitat dispersé, selon la nouvelle grille communale de densité à sept niveaux définie par l'Insee en 2022.
Elle est située hors unité urbaine. Par ailleurs la commune fait partie de l'aire d'attraction de Luneray, dont elle est une commune de la couronne,. Cette aire, qui regroupe 8 communes, est catégorisée dans les aires de moins de 50 000 habitants,.

### Occupation des sols

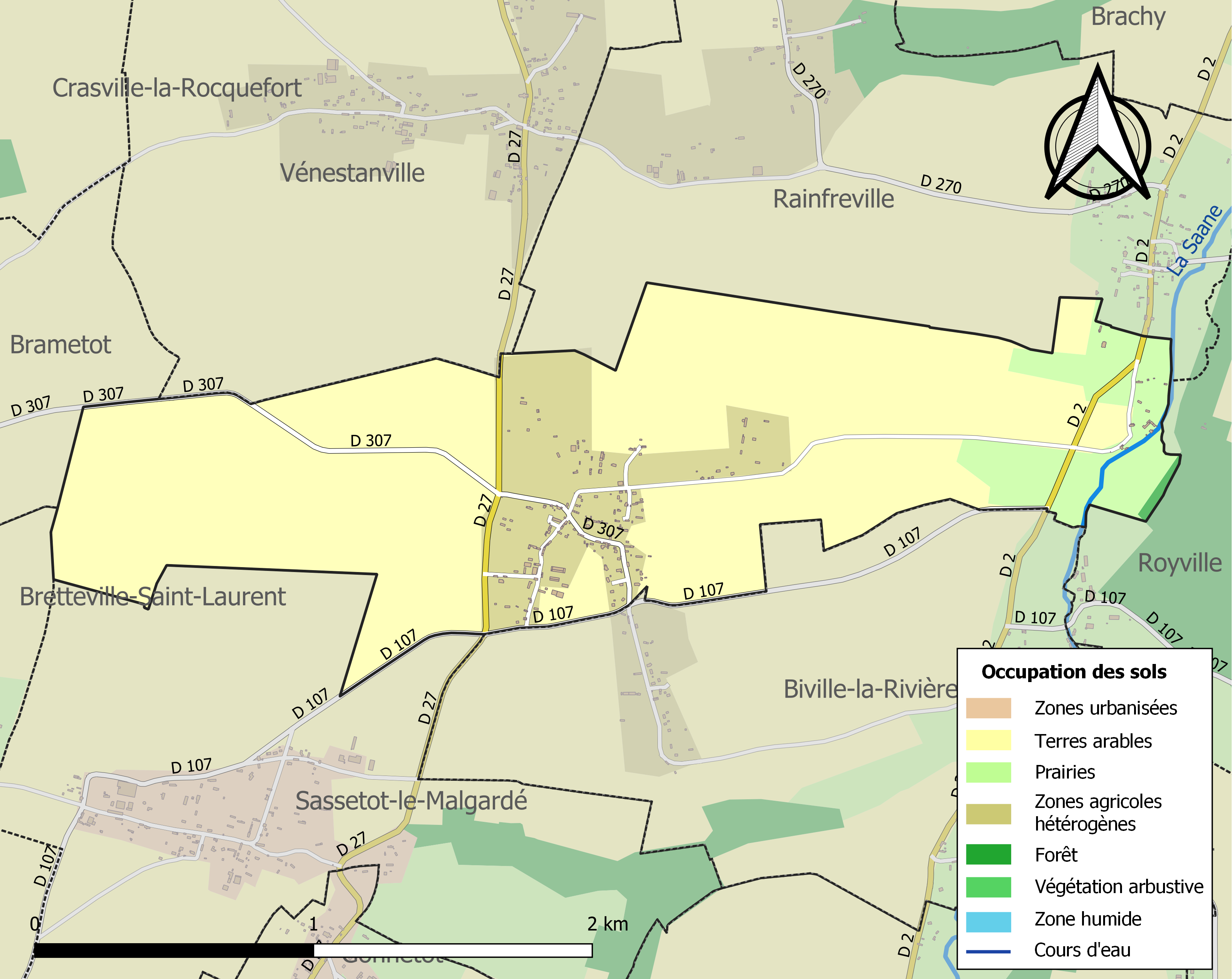
Carte des infrastructures et de l'occupation des sols de la commune en 2018 (CLC).

L'occupation des sols de la commune, telle qu'elle ressort de la base de données européenne d’occupation biophysique des sols Corine Land Cover (CLC), est marquée par l'importance des territoires agricoles (99,9 % en 2018), une proportion identique à celle de 1990 (99,9 %). 
La répartition détaillée en 2018 est la suivante : terres arables (75,2 %), zones agricoles hétérogènes (15,8 %), prairies (9 %), forêts (0,1 %). 
L'évolution de l’occupation des sols de la commune et de ses infrastructures peut être observée sur les différentes représentations cartographiques du territoire : la carte de Cassini (XVIIIe siècle), la carte d'état-major (1820-1866) et les cartes ou photos aériennes de l'IGN pour la période actuelle (1950 à aujourd'hui).

### Habitat et logement
En 2021, le nombre total de logements dans la commune était de 73, alors qu'il était de 70 en 2016 et de 76 en 2011. 
Parmi ces logements, 77,9 % étaient des résidences principales, 15,2 % des résidences secondaires et 6,9 % des logements vacants. Ces logements étaient  tous des maisons individuelles. 
Le tableau ci-dessous présente la typologie des logements à Tocqueville-en-Caux en 2021 en comparaison avec celle de la Seine-Maritime et de la France entière. Une caractéristique marquante du parc de logements est ainsi une proportion de résidences secondaires et logements occasionnels (15,2 %) supérieure à celle du département (4,1 %) et à celle de la France entière (9,7 %). 
| Typologie                                               | Tocqueville-en-Caux | Seine-Maritime | France entière |
| ------------------------------------------------------- | ------------------- | -------------- | -------------- |
| Résidences principales (en %)                           | 77,9                | 88             | 82,2           |
| Résidences secondaires et logements occasionnels (en %) | 15,2                | 4,1            | 9,7            |
| Logements vacants (en %)                                | 6,9                 | 7,9            | 8,1            |

## Toponymie
Le nom de la localité est attesté sous les formes de Tocavilla en 1040 et vers 1066, ecclesiarum de Tokevilla et de Gonnetot en 1206, Ecclesie Sancti Petri de Toqueville en 1262, Sancti Petri de Tokevilla en 1252, Ecclesia de Tokevilla au XIIIe siècle, Touqueville en 1398, 1403 et 1422, Saint Pierre de Tocqueville en 1714, Toqueville du Petit Caux en 1740, Tocqueville en 1715 et 1757 (Cassini), Tocqueville-en-Caux en 1953.
Le pays de Caux est une région naturelle de Normandie appartenant au Bassin parisien.

## Histoire

Tocqueville-en-Caux au tout début du XXe siècle
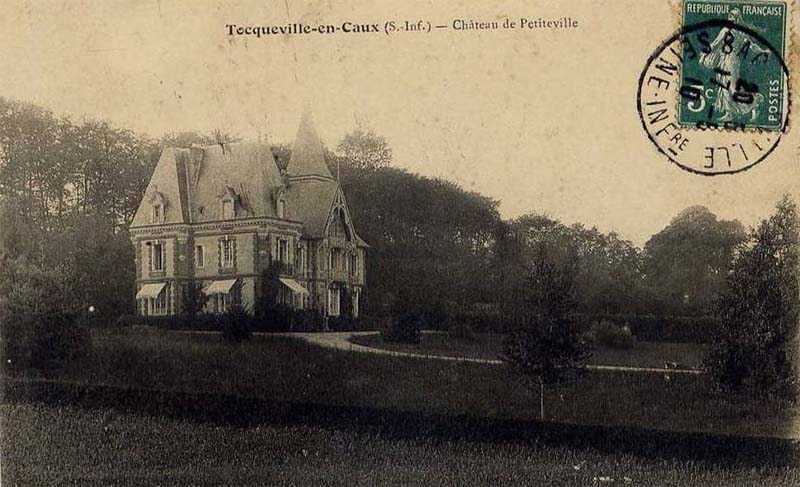
Le château de Petiteville.
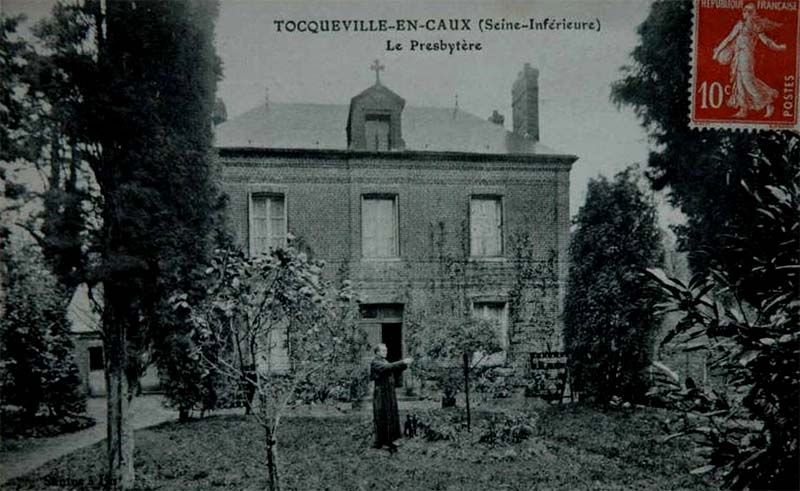
Le presbytère.

## Politique et administration

### Rattachements administratifs et électoraux

#### Rattachements administratifs
La commune se trouve dans l'arrondissement de Dieppe du département de la Seine-Maritime.  
Elle faisait partie depuis 1793 du canton de Bacqueville-en-Caux. Dans le cadre du redécoupage cantonal de 2014 en France, cette circonscription administrative territoriale a disparu, et le canton n'est plus qu'une circonscription électorale.

#### Rattachements électoraux
Pour les élections départementales, la commune fait partie depuis 2014 du canton de Luneray.
Pour l'élection des députés, elle fait partie de la dixième circonscription de la Seine-Maritime.

### Intercommunalité
Tocqueville-en-Caux était membre de la communauté de communes Saâne et Vienne, un établissement public de coopération intercommunale (EPCI) à fiscalité propre créé fin 2001 et auquel la commune avait transféré un certain nombre de ses compétences, dans les conditions déterminées par le code général des collectivités territoriales.
Dans le cadre des dispositions de la loi portant nouvelle organisation territoriale de la République du 7 août 2015, qui prévoit que les établissements publics de coopération intercommunale (EPCI) à fiscalité propre doivent avoir un minimum de 15 000 habitants, cette intercommunalité a fusionné avec ses voisines pour former, le 1er janvier 2017, la communauté de communes Terroir de Caux, dont est désormais membre la commune.

### Liste des maires
| Période   | Période                    | Identité            | Étiquette | Qualité                        |
| --------- | -------------------------- | ------------------- | --------- | ------------------------------ |
|           |                            |                     |           |                                |
| 1801      |                            | Maurice Leblond     |           |                                |
|           |                            |                     |           |                                |
| 1835      |                            | Jean Delaporte      |           |                                |
|           |                            |                     |           |                                |
| 1860      |                            | M. Leforestier      |           |                                |
|           |                            |                     |           |                                |
| 1912      | 1932                       | Maurice Beck        |           | Industriel                     |
| 1933      | 1936                       | André Le Forestier  |           |                                |
|           |                            |                     |           |                                |
| 1962      |                            | Leforestier         |           |                                |
| mars 2001 | février 2025               | Édouard Leforestier |           | Agriculteur Démissionnaire     |
| mars 2025 | En cours (au 27 mars 2025) | David Cailly        |           | Entrepreneur dans l’immobilier |

## Population et société

### Démographie
L'évolution du nombre d'habitants est connue à travers les recensements de la population effectués dans la commune depuis 1793. Pour les communes de moins de 10 000 habitants, une enquête de recensement portant sur toute la population est réalisée tous les cinq ans, les populations de référence des années intermédiaires étant quant à elles estimées par interpolation ou extrapolation. Pour la commune, le premier recensement exhaustif entrant dans le cadre du nouveau dispositif a été réalisé en 2004.

En 2022, la commune comptait 141 habitants, en évolution de +25,89 % par rapport à 2016 (Seine-Maritime : +0,35 %, France hors Mayotte : +2,11 %).
| 1793 | 1800 | 1806 | 1821 | 1831 | 1836 | 1841 | 1846 | 1851 |
| ---- | ---- | ---- | ---- | ---- | ---- | ---- | ---- | ---- |
| 357  | 327  | 374  | 299  | 350  | 346  | 354  | 378  | 402  |

| 1856 | 1861 | 1866 | 1872 | 1876 | 1881 | 1886 | 1891 | 1896 |
| ---- | ---- | ---- | ---- | ---- | ---- | ---- | ---- | ---- |
| 369  | 319  | 279  | 240  | 241  | 264  | 279  | 230  | 265  |

| 1901 | 1906 | 1911 | 1921 | 1926 | 1931 | 1936 | 1946 | 1954 |
| ---- | ---- | ---- | ---- | ---- | ---- | ---- | ---- | ---- |
| 243  | 213  | 216  | 205  | 208  | 198  | 166  | 192  | 200  |

| 1962 | 1968 | 1975 | 1982 | 1990 | 1999 | 2004 | 2006 | 2009 |
| ---- | ---- | ---- | ---- | ---- | ---- | ---- | ---- | ---- |
| 195  | 174  | 124  | 132  | 119  | 129  | 110  | 104  | 130  |

| 2014 | 2019 | 2022 | - | - | - | - | - | - |
| ---- | ---- | ---- | - | - | - | - | - | - |
| 117  | 138  | 141  | - | - | - | - | - | - |

## Culture locale et patrimoine

### Lieux et monuments
- Église Saint-Pierre, reconstruite entre 1781 et 1862, et dotée d'une importante statuaire sulpicienne[21]

## Pour approfondir